# 宮崎大学教育学部附属中学校
宮崎大学教育学部附属中学校（みやざきだいがくきょういくがくぶ　ふぞくちゅうがっこう）は、宮崎県宮崎市花殿町にある国立中学校である。宮崎大学教育学部の附属中学校である。
2016年（平成28年）4月の学部名改称により、1999年（平成11年）以来17年ぶりに「宮崎大学教育学部附属中学校」の名称に戻った。

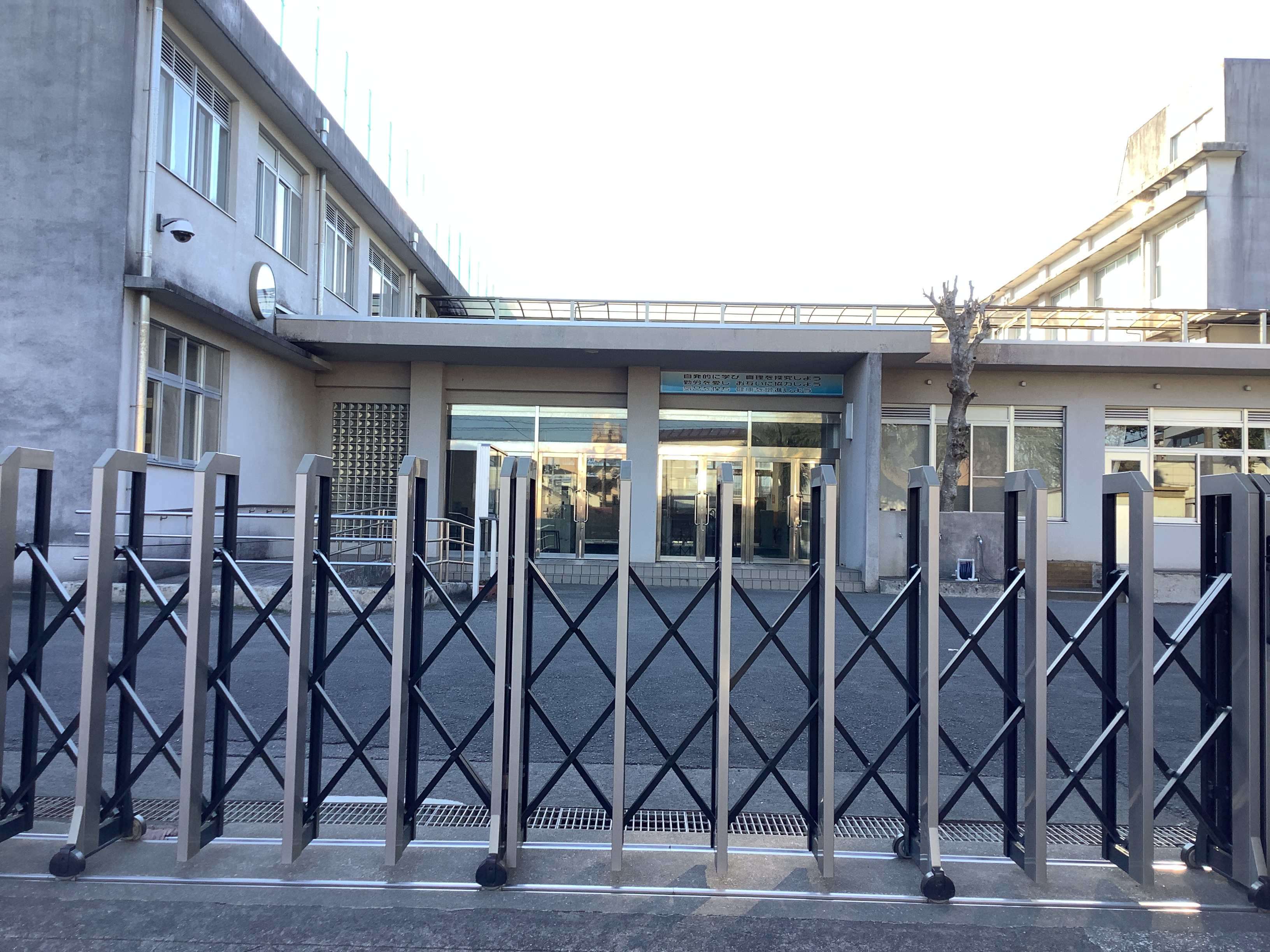
宮崎県内唯一の国立中学校、宮崎大学教育学部附属中学校の裏門を撮った写真。後方に学校訓が見える。

宮崎県内では唯一の国立中学校である。

## 概要
入試は学力検査のみによって行われる（平成18年度入学生の入試から抽選を廃止）。附属小学校からは大半が進学できる。校区は宮崎市・国富町の一部である。県内最難関と言われている宮崎県立宮崎西高等学校の理数科は当校出身者が約3分の1を占める。加えて、宮崎県立宮崎大宮高等学校に進学する生徒も多い。また、毎年約10～20名の生徒が県外の難関私立高校への合格・進学をしている。（主な県外進学先:ラ・サール、久留米大学附設、東大寺学園等）
自分で考えて行動できるよう、チャイムが鳴らないところも特徴である。
合唱部は学校創立時より県内を代表する団体として盛んに活動しており、全日本合唱コンクール、NHK全国学校音楽コンクールなどの九州大会・全国大会に度々出場をしている。
上記の理由もあり、校内におけるクラス合唱が非常に盛んである。生徒たちは、11月上旬に行われる「橘祭」（この中学校の文化祭）の合唱コンクールに向けて、クラス一丸となって毎日取り組んでいる。
運動系部活動は水泳・硬式テニス・陸上部(2013年度に部として活動を再開)が高水準であり、毎年、九州大会・全国大会に出場する生徒が数名いる。

## 沿革
- 1947年（昭和22年）4月 - 学制改革（六・三制）の実施により附属国民学校の高等科が改組され「宮崎師範学校附属中学校」（新制中学校）が新設される。
- 1949年（昭和24年）5月 - 新制宮崎大学の発足により、師範学校が包括され「宮崎大学宮崎師範学校附属中学校」と改称。
- 1951年（昭和26年）4月 - 宮崎師範学校の廃止により「宮崎大学学芸学部附属中学校」と改称。
- 1966年（昭和41年）4月 - 学部名の改称により「宮崎大学教育学部附属中学校」と改称。
- 1999年（平成11年）4月 - 学部名の改称により「宮崎大学教育文化学部附属中学校」と改称。
- 2016年（平成28年）4月 - 学部名の改称により「宮崎大学教育学部附属中学校」（現校名）に改称[1]。

## 著名な出身者
- 浅香唯 - 歌手・タレント
- 堺雅人 - 俳優
- 小野彩香 - タレント
- 津村重光 - 元宮崎市長
- 河野景子 - 元フジテレビアナウンサー・元貴乃花夫人
- 福島瑞穂 - 元内閣府特命担当大臣・参議院議員・弁護士
- 安田英主 - ピアニスト
- なすじん - 音楽家・マルチプレイヤー
- 藤木大地 - カウンターテナー歌手
- 神戸蘭子 - モデル・タレント
- 鳥原如未 - 劇団四季所属のミュージカル女優
- 岩村秀 - 化学者 東京大学名誉教授
- 大谷主水 - 俳優・モデル
- 岩切紀史 - 元自治省官僚・法学博士（東京大学）・宮崎産業経営大学法学部教授
- 河井案里 - 元参議院議員（※当選無効）、元広島県議会議員
- 山内佳菜子 - 参議院議員